# Soracá (kommun)
Soracá är en kommun i Colombia.   Den ligger i departementet Boyacá, i den centrala delen av landet, 120 km nordost om huvudstaden Bogotá. Antalet invånare är 5 945.